# 한국심리상담협회
한국심리상담협회(韓國心理相談協會, Korea Psychology Counselling Association)는 2003년에 설립된 대한민국의 사단법인이다. 소재지는 서울특별시 중구 창경궁로 265에 위치하고 있다.

## 같이 보기
- 한국심리상담학회
- 심리 상담